# لیک پارک (مینه‌سوتا)
لیک پارک، مینه‌سوتا (به انگلیسی: Lake Park, Minnesota) یک شهر در ایالات متحده آمریکا است که در شهرستان بکر، مینه‌سوتا واقع شده‌است.

## خصوصیات
لیک پارک ۲٫۵۱ کیلومترمربع مساحت و ۸۸۱ نفر جمعیت دارد و ۴۱۰ متر بالاتر از سطح دریا واقع شده‌است.